# Antiochtha achnastis
Antiochtha achnastis är en fjärilsart som beskrevs av Edward Meyrick 1906. Antiochtha achnastis ingår i släktet Antiochtha och familjen Lecithoceridae. Inga underarter finns listade i Catalogue of Life.